# Hospital El Salvador

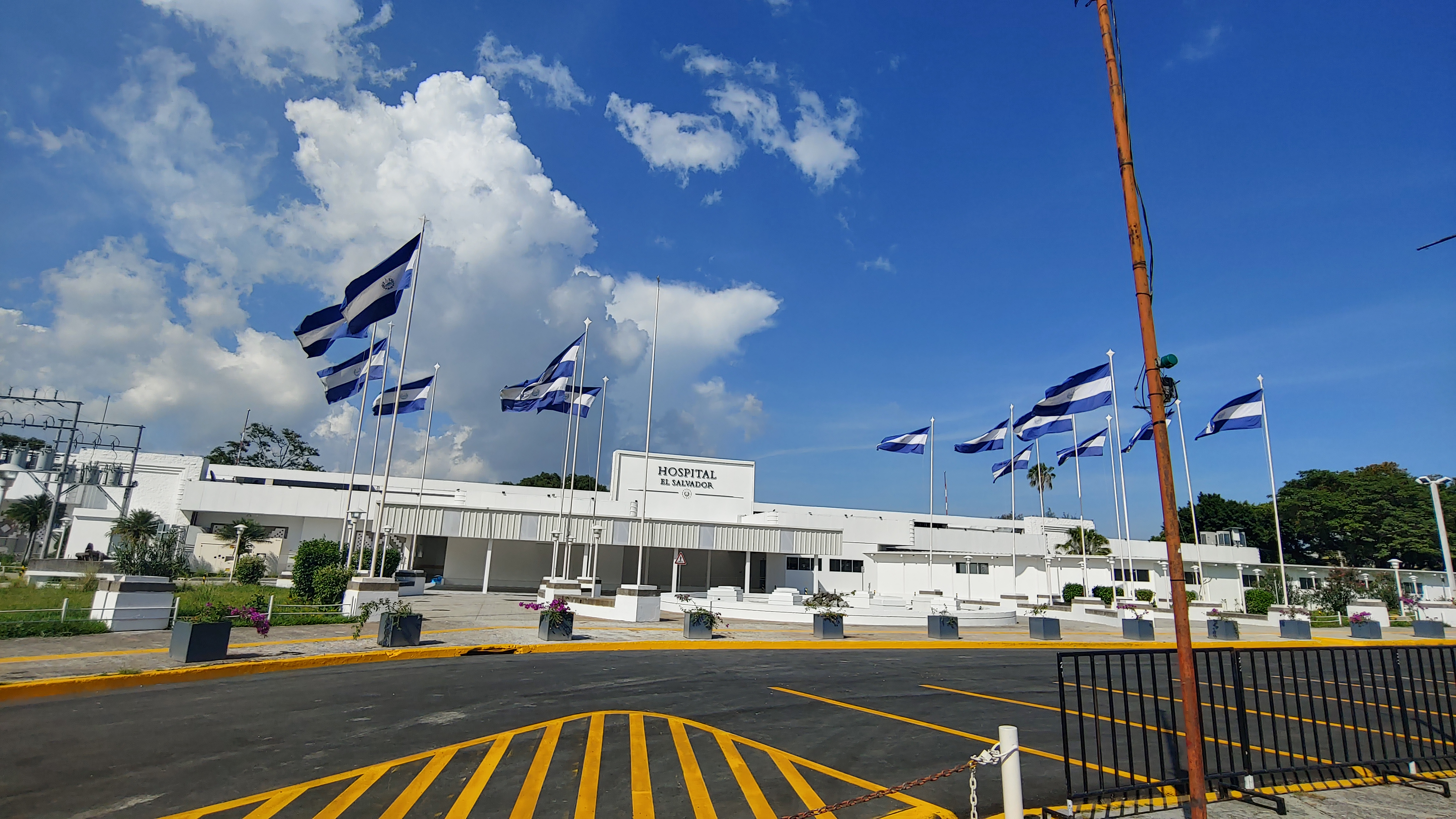
Vista de la fachada principal del Hospital Nacional El Salvador (antiguo edificio de CIFCO)

Hospital El Salvador  está ubicado en San Salvador, capital de El Salvador, cerca de la Casa Presidencial. En marzo de 2020, el presidente Nayib Bukele anunció el cierre de fronteras, una cuarentena por el Covid-19 y prometió adecuar las instalaciones del Centro Internacional de Ferias y Convenciones como hospital para atender emergencias relacionadas con la pandemia. El hospital funciona bajo la administración y jurisdicción del Ministerio de Salud de El Salvador. Comprende 3 fases, la primera de ellas se inauguró el 21 de junio de 2020. La segunda empezó a funcionar el 5 de agosto. Ambas etapas fueron instaladas en el edificio principal del que antes fue el CIFCO. La tercera fase, se cambió por un centro de vacunación. Empezó a funcionar el 12 de abril del 2021 en el espacio que anteriormente fue el estacionamiento de CIFCO, dicho espacio fue también centro de operaciones de los creadores de la billetera electrónica “Chivo”. El 28 de septiembre de 2021, por decreto publicado en Diario Oficial, fue creado la Agencia de Diseño de Nación, que trabaja el Plan de Nación, cuya oficina está en el edificio conocido como Vacunatorio, anexo al Hospital El Salvador.

## Historia
La construcción del hospital comenzó ante el anuncio del Presidente Nayib Bukele de preparar al país ante la Pandemia de COVID-19, cuando aun no se tenía ningún caso confirmado en El Salvador, iniciando la mañana del 15 de marzo de 2020 para una finalización programada de la construcción de la primera fase el 15 de junio en 2020. Quedando para finales del mes de julio la finalización de las 3 fases (a diciembre 2020 no completada), docenas de trabajadores del Ministerio de Obras Públicas, adoptaron el inmueble de Centro de Ferias y Convenciones de la capital y por otra parte excavadoras y otros equipos de movimiento de tierras prepararon el terreno del parqueo adjunto, seguido por la colocación de varias capas de esteras y hormigón. El equipo de construcción general tenía poco personal al principio, y muchos trabajadores tenían que trabajar dos turnos, 12 horas por día. Sin embargo, se agregaron más trabajadores, que culminaron con la finalización en tiempo récord a veces hasta 24 horas los 7 días de la semana.
Día con día se transporta personal médico y suministros al hospital para la apertura definitiva de las 3 fases; el 21 de junio se llevó a cabo la inauguración a través de Cadena Nacional de radio y televisión el hospital fue entregado por autoridades del gobierno de El Salvador. El presidente Nayib Bukele inspeccionó las instalaciones y el equipo del hospital ese día. A los 2 días después, el hospital comenzó a aceptar pacientes. La primera persona ingresó a las 9:15 a. m.
Inicialmente, se estipuló que sería un hospital provisional, pero se anunció que se mantendrá por la alta inversión que representará para el país, que alcanza los 75 millones de dólares.

## Diseño
El hospital sigue los estándares en hospitales con tecnologías especializadas para COVID-19. El gobierno de El Salvador proyecto que, en su fase final, tenga la capacidad para 400 camas de cuidados intensivos, que se extenderán sobre un área de alrededor de 55,000 m² , con 6 pabellones, un total de 1.000 camas, salas de equipos médicos y salas de cuarentena.
El hospital fue reestructurado con unidades de prefabricación para trabajos rápidos de construcción e instalación. Las unidades se colocaron sobre pilares ya existentes las paredes son epoxicas para poder higienizar las áreas. Cada unidad está equipada con cama. se cuenta con un túnel de esterilización negativamente para evitar que los microorganismos en el aire se propaguen fuera y dentro del hospital. También cuenta con sistemas de ventilación especializados y cámaras con un sistema de inteligencia artificial para los pacientes y los pasillos, lo que permite al personal del hospital entregar suministros sin la necesidad de ingresar a cada pasillo y evitar la papelería que es un medio de contagio. El hospital está conectado por un sistema de vídeo e internet de fibra óptica al Ministerio de Salud.

### Hospital El Salvador comprende las siguientes áreas y características
- Directora: Dra. Laura Miranda
- Áreas de alimentación
- Centro de monitoreo a través de cámaras con sensores.
- Infraestructura informática de fibra óptica con base de datos a través de una APP y el MINSAL
- Inteligencia artificial especializada en emergencias y detección de rostros.
- Red informática de cámaras.
- Iluminación 100% LED
- APP exclusiva del hospital ejemplos, recetas digitales y medicamentos controlados
- Banco de sangre.
- Banco de plasma
- Área de Anestesiología
- Área de Inhaloterapia
- Área de recuperación
- Área de medicina critica
- Área de radiología e imágenes
- Laboratorio Clínico.
- 105 UCI ( Pacientes Críticos ) , 143 UCIN ( Pacientes Graves ) y 600 de Hospitalización ( Pacientes Moderados ) = 848 camas en Total[8]
- Sistema de aire médico
- Farmacia
- Almacén de suministros.
- Túnel de limpieza para evitar contagios.
- Área de enfermería.
- Área de Lavandería.
- 2 Tanques de oxígeno de 15,000 galones cada uno un total de 30 mil galones
- 2 Áreas de descanso para personal medico.
- Área de trabajo social.
- Morgue
- 6 Generadores de electricidad para garantizar la salud y estabilidad a los pacientes
- Hospital con pozo de agua propio.
- Planta de tratamiento para aguas residuales.
- Interiores pintura epoxica para higienizar las áreas
- Exteriores pintura acrílica para evitar filtraciones de agua.
- 3 entradas de emergencias.
- Costo de la fase I $ 25 millones costo total de las 3 fases $ 75 millones.[9]
- Cientos de nuevos empleos para todas las áreas.

## Operación
El Hospital está atendido por personal médico nuevo y enviado de otros Hospitales afiliadas de la red publica especializados en tratar a pacientes con síntomas, que en su totalidad consta de 250 personas, apoyo Logístico de las Fuerza Armada de El Salvador. El hospital también cuenta con un laboratorio.
Según los informes ningún trabajador se infectó en la construcción de la primera fase y ninguna de las autoridades del gobierno aun no se han infectado, el hospital esta listo y funcionando y según avanza la pandemia la siguientes fases llegaran a tiempo para poder suplir según lo requiera.